# Johannes Jakob (Politiker, 1840)
Johannes Jakob (* 5. Oktober 1840 in Trogen; † 28. Oktober 1898 in St. Gallen; heimatberechtigt in Trogen AR) war ein Schweizer Textilunternehmer, Gemeinderat und Kantonsrat aus dem Kanton Appenzell Ausserrhoden.

## Leben
Johannes Jakob war ein Sohn von Johannes Jakob. Er besuchte die Kantonsschule Trogen. Es folgten eine kaufmännische Ausbildung in Genf sowie ein sechsjähriger Aufenthalt in London und Glasgow. Ab ca. 1865 war Jakob Teilhaber des schwiegerväterlichen Rideaux- und Weisswaren-Exportgeschäfts Kunkler, Jacob und Compagnie in St. Gallen. Nach dem Eintritt von Jakobs einzigem Sohn wurde die Firma unter dem Namen J. Jacob und Compangie weitergeführt. Im Jahr 1865 heiratete er Albertine Auguste Kunkler, Tochter des Josef Arnold Kunkler, Textilunternehmer.
In St. Gallen amtierte er von 1879 bis 1897 als Gemeinderat. Ab 1882 bis 1898 sass er im Grossrat. Ab 1890 bis 1898 gehörte er dem Zentralkomitee der liberalen Partei in St. Gallen an. Von 1891 bis 1898 präsidierte er die sankt-gallische Kantonalbank. Ab ca. 1879 bis 1898 verwaltete er die Winkelriedstiftung. Von 1887 bis 1898 sass er im Verwaltungsrat der Vereinigten Schweizerbahnen. Einige Zeit war er deren Vizepräsident. Ab ca. 1874 bis 1898 war er stellvertretender Feuerwehrkommandant der Stadt St. Gallen. Er hatte den militärischen Rang eines Oberstbrigadiers inne.